# Терешов
Терешов (укр. Терешів) — село в Млиновской поселковой общине Дубенского района Ровненской области Украины.
До 2020 года входило в Млиновский район.
Население по переписи 2001 года составляло 234 человека. В 2023 году в селе проживало 202 человека (108 ж. и 94 м.). Почтовый индекс — 35123. Телефонный код — 3659. Код КОАТУУ — 5623884003.